# 角地孫之助
角地 孫之助（かどち まごのすけ、生没年不詳） は、日本の元アマチュア野球選手。社会人野球の選手として、都市対抗野球大会で投手として活躍した人物である。福岡県出身。

## 来歴・人物
福岡県飯塚町（現：飯塚市）鯰田に生まれた。飯塚商業在学中には、投手として同校初の地区予選（1930年）に参加した記録が残っている。飯塚商業卒業後、当時の社会人野球で強豪だった日鉄二瀬硬式野球部に入団。その後、同じ福岡県内の名門
・八幡製鉄に移籍した。
1937年、第11回都市対抗野球大会で角地は獅子奮迅の活躍をした。九州予選で、前年度の大会覇者だった門司鉄道局を破って本大会に出場すると、初戦で鷹取工機部（神戸市）に11-1で大勝。2回戦の大津晴嵐（大津市）戦では角地の登板機会は無かったものの、チームは4-3で接戦を制し、準決勝のコロムビア（川崎市）戦も6-5の大接戦を勝ち抜いた。そして、8月9日の決勝・東京倶楽部（東京市）戦に3-1で勝利し、チームを初優勝に導いた。この大会での活躍が認められ、橋戸賞（最高殊勲選手）に輝いた。翌1938年の大会でも活躍し、ベスト4の成績を残した（準決勝で、全京城〈この大会で準優勝。京城府〉に4-6で敗れた）。
その後、応召され中国に出征。中国で戦病死したと伝わっている（没年月日・死没場所は不明）。
1937年の都市対抗野球大会での活躍は、後に単行本にもなり（参考文献に後述）、フジテレビにて『白球に愛を込めて』としてドラマ化もされた。